# Rough Guides
Rough Guides Ltd è una casa editrice britannica di guide turistiche e manuali, di proprietà di APA Publications da novembre 2017. Oltre a pubblicare guide turistiche, l'azienda fornisce anche un servizio di viaggi su misura in base ai criteri individuali dei clienti.
I titoli di viaggio delle Rough Guides coprono più di 200 destinazioni a partire dalla Rough Guide to Greece del 1982, un libro ideato da Mark Ellingham, insoddisfatto della polarizzazione delle guide esistenti tra guide studentesche ossessionate dai costi e "tomi culturali pesanti" .
Inizialmente destinate ai viaggiatori con zaino in spalla a basso budget, le guide ,dall'inizio degli anni '90, considerano anche soluzioni più costose e ora sono commercializzate per viaggiatori di tutte le tasche. Dalla fine degli anni '90 i libri hanno la stampa a colori. La maggior parte dei contenuti di viaggio dei libri è disponibile anche online.
Penguin è diventato responsabile delle vendite e della distribuzione nel 1992, acquisendo una quota di maggioranza nel 1996 e acquistando a titolo definitivo Rough Guides nel 2002.
Nel 2017, Rough Guides è stato venduto a APA Publications, società madre di Insight Guides. Ora ha sede negli uffici dell'APA a Mill Street, Bermondsey, a sud-est di Londra.
Lo slogan di Rough Guides è "Make the Most of Your Time on Earth" ("Sfrutta al massimo il tuo tempo sulla Terra").

## Libri
La maggior parte dei primi titoli della serie sono stati scritti o editati da John Fisher, Jack Holland e Martin Dunford, che insieme a Mark Ellingham erano co-fondatori e proprietari di Rough Guides. Nel 1995 hanno negoziato la vendita della serie a Penguin Books, un processo che è stato completato nel 2002.
Nel 1994 furono pubblicati i primi libri Rough Guides non di viaggio: The Rough Guide to World Music e The Rough Guide to Classical Music. Il successo di questi titoli ha incoraggiato l'espansione del formato Rough Guides in altre aree dell'editoria per coprire una gamma di argomenti di riferimento, tra cui la musica - che copre generi come world music, rock, hip-hop, jazz e singoli artisti - e argomenti come film, letteratura, scienza popolare, Shakespeare, gravidanza e parto, oltre a Internet e argomenti correlati come eBay, blog e iPod.

## Viaggi
Nel novembre 2018, Rough Guides ha lanciato il suo servizio di viaggi su misura. Il servizio offre esperienze di viaggio personalizzate scelte dal viaggiatore, pianificate da un esperto locale e prenotate da Rough Guides. In linea con l'etica del marchio, i viaggi generalmente includono una sorta di componente avventurosa, basata su ciò che il viaggiatore ha chiesto.

## Editoria digitale
Rough Guides è migrato su piattaforme digitali con il lancio di guide di città in stile Rough Guides per piattaforme iOS, Android e Windows, e-book interattivi e capitoli di guide scaricabili. Nel gennaio 2013 Rough Guides ha lanciato un nuovo sito web. Dal 1º aprile 2019, Rough Guides ha iniziato a implementare un servizio per offrire un eBook scaricabile gratuitamente con ogni guida stampata acquistata.

## Podcast
Rough Guides gestisce un podcast chiamato The Rough Guide to Everywhere, lanciato nel 2017. Il podcast esplora temi di viaggio di attualità e intervista viaggiatori che hanno storie uniche da raccontare.
Il primo episodio è andato in diretta il 30 gennaio 2017 con le prime due serie condotte da Greg Dickinson. Il 3 maggio 2019, Rough Guides ha annunciato la serie 3 e ha presentato i nuovi conduttori, Rebecca Hallett e Neil McQuillian. Il primo episodio della quarta stagione è andato in diretta a maggio 2019 ed è condotto da Aimee White.
Il 9 aprile 2019 è stato annunciato che The Rough Guide to Everywhere era stato nominato per la categoria Best Branded Podcast ai The British Podcast Awards.

## Musica
In associazione con l'etichetta discografica con sede nel Regno Unito World Music Network, Rough Guides ha pubblicato oltre 350 antologie registrate della musica di varie nazioni e regioni. Oltre alla serie "Rough Guide", l'etichetta discografica World Music Network ha pubblicato 130 registrazioni nelle altre serie "Introducing", "Riverboat" e "Think Global".

## Campagne ambientali
Nel maggio 2007, Mark Ellingham ha affermato di nutrire gravi preoccupazioni per la crescita del trasporto aereo a causa del suo crescente contributo al cambiamento climatico. Ha lanciato una campagna di sensibilizzazione congiunta con Tony Wheeler (fondatore di Lonely Planet) e Rough Guides ha iniziato a includere un "avvertimento sulla salute" in ciascuna delle sue guide di viaggio, esortando i lettori a "Vola di meno, resta più a lungo" ove possibile.